# John Battle (polityk)
John Dominic Battle (ur. 26 kwietnia 1951 w Bradford) – brytyjski polityk Partii Pracy, deputowany Izby Gmin.

## Działalność polityczna
W okresie od 11 czerwca 1987 do 12 kwietnia 2010 reprezentował okręg wyborczy Leeds West w brytyjskiej Izbie Gmin.